# 山崎川
山崎川（やまざきがわ）は、愛知県名古屋市を流れる河川。二級水系山崎川の本流である。かつては石川とも呼ばれていた。

## 概要
愛知県名古屋市千種区の平和公園内にある猫ヶ洞池などに源を発し、南西方向の昭和区、瑞穂区、南区へと流れ、港区で名古屋港へ注ぐ。名称は江戸期まで下流に存在した愛知郡山﨑村の名に因む。上流部では「石川」「川名川」など様々な呼称が存在した。
最上流部の千種区池上町から千種区本山付近までの1.16kmは準用河川となっており、昭和50年代初頭に暗渠化された。鏡池通付近の区間も暗渠化されており、川が姿をあらわすのは、千種区本山から鏡池通までの稲舟通沿いと、田代本通を越えた大島町付近以降である。
昭和区・瑞穂区あたりでは、概ね熱田台地と八事丘陵を隔てるように流れる。
名古屋市瑞穂公園のある中流域までの川沿いには広範囲に渉って桜の木が植えられており、「山崎川四季の道」として日本さくら名所100選にも選ばれている、市内屈指の桜の名所である。2013年には名古屋市が公募した「まちなみデザイン20選」にも選定された。また1987年（昭和62年）には旧・建設省（現・国土交通省）から、「ふるさとの川モデル河川」に選ばれている。
支流として昭和区隼人町の隼人池を水源とする五軒家川（準用河川）があり、昭和区檀渓通の出合橋付近で合流する。晴天時の水源は猫ヶ洞池からの導水のほか、名古屋大学構内にある鏡池からの放流水、地下鉄川名駅構内に湧出する地下水、五軒家川からの流入水のほか、中流域で山崎川に直に湧出する地下水と山崎水処理センターからの放流水だが、雨天時には流域のポンプ場などから雨水が流入。なお、猫ヶ洞池には山崎川の洪水防止を目的としたベルマウス（余水吐）が設置されており、上流域で雨により水位が上昇した場合にはベルマウスから千種台川を経由して矢田川に排水される。

## 主な支流
二級河川と準用河川を下流側から順に記載する。
| 河川     | よみ         | 次数    | 種別              | 管理者          | 主な経過地                           | 河川延長 （km） | 備考 |
| -------- | ------------ | ------- | ----------------- | --------------- | ------------------------------------ | --------------- | ---- |
| 山崎川   | やまざきがわ | 本川    | 二級河川 準用河川 | 愛知県 名古屋市 | 名古屋市南区・瑞穂区・昭和区・千種区 | 13.61           |      |
| 五軒家川 | ごけんやがわ | 1次支川 | 準用河川          | 名古屋市        | 名古屋市昭和区                       |                 |      |

## 歴史
約1万年前の縄文時代には現在の瑞穂陸上競技場付近が河口であったが、海面の後退や土砂の堆積によって平安時代には現在の新瑞橋付近が河口になっていたと推定されている。江戸時代には下流部で新田開発が進んで次第に流路が延長された。享保13年（1728年）、天白川の氾濫を抑えるために山崎川との間に水路が開削されたが、これによって山崎川の氾濫が増えたほか、天白川でも氾濫が頻発したことから、元文6年（1741年）あるいは寛保2年（1742年）に水路は埋め戻されたという。現在の河口付近の川筋は安政3年（1856年）の氷室新田の開発に伴って付け替えられたもので、それまでは現在の国道1号と交差する付近で西に向かい、当時の堀川河口の南（現在の地域医療機能推進機構中京病院付近）で伊勢湾に注いでいた。
昭和初期には市内の他の河川と共に運河化の計画があったが、戦後のモータリゼーションによって計画は中止された。
上流域では1953年（昭和28年）頃から宅地開発が進み、道路の冠水や宅地の浸水が発生。1959年（昭和34年）には伊勢湾台風によって下流域を中心に破堤が発生した。1964年（昭和39年）から1974年にかけて猫ヶ洞池から矢田川への排水設備が整備されたのに加えて、池の環境保全を目的として山崎川への水の流入は1979年（昭和54年）から2010年（平成22年）2月までは池の水位を元に制御されており、冬季や夜間には停止されていた。2010年2月に山崎川への導水施設の損傷が発生、施設の修繕・新設を経て2012年（平成24年）7月以降は通年導水が行われている。
なお、かつては愛知県によって管理されていたが、2007年（平成19年）4月に管理権限が名古屋市に移譲されている。

### 年表
- 1959年（昭和34年） - 伊勢湾台風で堤防が破堤。
- 1987年（昭和62年）- 「ふるさとの川モデル河川」に認定。
- 1990年  (平成2年)  -  「日本の桜名所100選」に選ばれる。
- 1995年（平成7年） - 「山崎川親水広場」を整備。
- 2007年（平成19年） -  瑞穂区分の山崎川散策路(可和名橋から石川橋)の工事が完了。

### 山崎川を扱った史料
江戸時代の山崎川については、文政5年（1822年）に刊行された地誌『郡村徇行記』に以下の記述が見られる。

山崎川　上ニテ川名川ト云、是ハ末森村猫洞七ツ釜大藪池ノ水落来レリ、下ハ紀左衛門新田道徳新田ノ間ニテ海ヘ落ツ。山崎橋長十二間幅三間アリ、大道奉行修造ヲ掌ル。享保十三戊申年、天白川ヲ此山崎川ヘ一旦瀬違有之シカ、十四年ノ間ニ天白川十七度決壊シ、処々砂入ナリシニヨリ、元文六酉年天白川元川ヘモトリ山崎川如今ナレリ。

## 橋梁
山﨑川の主な橋梁は以下の通り。
上流
＜猫ヶ洞池から千種区本山付近までは暗渠で橋は無い＞
- 無名橋
- 無名橋
- 稲舟1号橋
- 無名橋
- 稲舟2号橋
- 無名橋
- 無名橋
- 無名橋
- 無名橋
- 稲舟3号橋
- 稲舟4号橋
- 稲舟5号橋
- 稲舟6号橋
- 見附橋

＜鏡池通2交差点から田代本通4丁目付近までは暗渠で橋は無い＞
- 大島4号橋
- 大島5号橋
- 日岡橋
- 大島7号橋
- 御幸川橋
- 大島橋
- 御園橋
- 針原橋
- 折戸橋
- 匏橋（ひさごばし）（国道153号）
- 宮戸橋
- 神戸橋（ごんどばし）
- 川名大橋（愛知県道56号名古屋岡崎線・飯田街道）
- 広路橋（名古屋市道山王線・山王通）
- 前畑橋
- 中橋
- 輿前橋
- 出合橋（愛知県道30号関田名古屋線）
- 檀渓橋
- 宝塔橋
- 新橋
- 楓橋（愛知県道30号関田名古屋線）
- 石川橋
- 白雲橋
- 向田橋（むかえだはし）
- 石川大橋
- 鼎橋
- 鼎小橋
- 萩山橋
- 左右田橋
- 瑞穂橋
- 可和名橋
- 山下橋
- 落合橋（愛知県道221号岩崎名古屋線）
- 新瑞小橋
- 新瑞橋（名古屋市道名古屋環状線・環状線）
- 師長橋
- 師長小橋
- 名鉄名古屋本線 山崎川橋梁
- 山崎橋
- 呼続橋（愛知県道222号緑瑞穂線）
- 青峰橋
- 水管橋
- 山崎川橋（名古屋高速3号大高線）
- 呼続大橋（国道1号・東海道）
- 祐竹橋（名古屋市道東海橋線・東海通）
- 東海道本線 山崎川橋梁
- 東海道新幹線 山崎川橋梁
- 忠治橋
- 豊生橋
- 山崎川橋（国道23号・名四国道）
- 道徳橋（国道247号）
- 名鉄常滑線 山崎川橋梁
- 山崎川橋（名古屋高速4号東海線）
- 東橋（名古屋市道名古屋環状線・環状線）
- 東築地橋

下流